# Balș (okręg Jassy)
Balș – wieś w Rumunii, w okręgu Jassy, w gminie Balș. W 2011 roku liczyła 1502 mieszkańców.